# Bison Smith
Mark Smith, (Denver, 24 de setembro de 1973 – Carolina, 22 de novembro de 2011) mais conhecido no ringue por Bison Smith foi um lutador de luta profissional norte-americano, mais conhecido pela sua passagem na Ring Of Honor. Antes de estar nesta empresa teve passagem pela empresa NOAH do Japão e na International Wrestling Association em Puerto Rico..

## Ring Of Honor (ROH)
Estreou-se na ROH a 16 de Janeiro de 2009, atacando Rhett Titus e Sean Denny. No show a seguir, interrompeu o combate entre Grizzly Redwood e Chris Escobar, acabando por atacar ambos os lutadores.
No Cage Collision, atacou um dos principais lutadors da companhia (Bryan Danielson) durante um combate pelo título. Aplicou-lhe uma Powerbomb directamente para o chão, lesionando com uma concussão Brayn Danielson.
Bison Smith estreou-se oficialmente em ringue a 6 Fevereiro, no Proving Ground 2009: Night One (evento da ROH). Derrotou Sal Rinauro com um Skull Vise Slam. Na noite seguinte (Proving Ground 2009: Night Two), voltou a vencer, desta derrotando John Kermon. No ROH Video Wire do dia 3 de Abril de 2009, Prince Nana disse que a "estrada de destruição" de Bison Smith iria ser controlada, iniciando deste modo uma rivalidade com ele.

## Títulos
- All Pro Wrestling (APW)
  - APW Tag Team Championship (uma vez com Boyce LeGrande)

- International Wrestling Association (IWA)
  - IWA World Heavyweight Championship (duas vezes)
  - IWA Intercontinental Heavyweight Championship (uma vez)
  - IWA Hardcore Championship (uma vez)
  - IWA World Tag Team Championship (uma vez com Miguel Perez)

- Pro Wrestling IRON (PWI)
  - PWI Heavyweight Championship (uma vez)

- Pro Wrestling NOAH (NOAH)
  - GHC Tag Team Championship (uma vez com Akitoshi Saito)
  - 2008 Global Tag League winner (com Akitoshi Saito)